# Lucas Kanieski
Lucas da Cruz Kanieski (Dourados, 25 de janeiro de 1990) é um nadador brasileiro. Sua especialidade são as provas de 400, 800 e 1500 metros livre.

## Trajetória esportiva
Nos Jogos Sul-Americanos de 2010 foi medalha de ouro nos 800 metros livre, e medalha de prata nos 400 metros e nos 1500 metros livre.
No Campeonato Pan-Pacífico de Natação de 2010, em Irvine, nos Estados Unidos, Kanieski terminou em 12º lugar nos 800 metros livre, 18º nos 1500 metros livre e 27º nos 400 metros livre.
Participou do Campeonato Mundial de Natação em Piscina Curta de 2010 em Dubai, e ficou em 23º lugar nos 400 metros livre, em oitavo lugar nos 1500 metros livre e também em oitavo no revezamento 4x200 metros livre. Nos 1500 metros livre, bateu o recorde sul-americano em piscina curta, com a marca de 14m45s51.
Nos Jogos Pan-Americanos de 2011 em Guadalajara, ganhou a medalha de prata no revezamento 4x200 metros livre, por participar das eliminatórias da prova. Também ficou em quinto lugar nos 400 metros livres  e nos 1500 metros livres.
Na Copa do Mundo FINA de 2013 (em piscina curta) em [Moscou]], Kanieski quebrou o recorde sul-americano em piscina curta da prova dos 1500 metros livre, com o tempo de 14m44s66.
Em 2015, Kanieski terminou em sétimo lugar nos 1500 metros livre e em décimo lugar nos 400 metros livre nos Jogos Pan-Americanos de 2015 em Toronto.

### Recordes
Kanieski é o atual detentor, ou ex-detentor, dos seguintes recordes:
Piscina semi-olímpica (25 metros)
- Recordista sul-americano dos 1500 metros livre: 14m45s51, obtidos em 19 de dezembro de 2010[8]